# Michael Maltravers
Pour les articles homonymes, voir Maltravers et Bouvard.
Michael Maltravers, pseudonyme de Roland Bouvard, est un écrivain et un traducteur français, auteur de roman d'espionnage.

## Biographie
En 1964, il publie son premier roman Allo... la bombe !, premier volume d'une série de quatre romans consacrée aux aventures de Merry Pontus, agent secret du Deuxième Bureau. La Maladie de Chooz est, selon Claude Mesplède, un « roman de politique fiction (…) qui exploite à fond cette peur du danger atomique (…) et s'achève par d'excellentes scènes d’action ».

## Œuvre

### Romans

#### SérieMerry Pontus
- Allo... la bombe ! Éditions Robert Laffont, collection Agent secret no 16, 1964
- Merry Pontus trouve un cheveu, Éditions Robert Laffont, collection Agent secret no 19, 1964
- On a bonne mine, Éditions Robert Laffont, collection Agent secret no 24, 1965
- La Maladie de Chooz, Gallimard, Série noire no 1013, 1966 ; réédition, Gallimard, Carré noir no 466, 1983

## Traductions
- Matt Helm et la mort noire de Donald Hamilton, Gallimard, Série noire no 1056, 1966
- Erreur d'aiguillage de Dolores Hitchens, Gallimard, Série noire no 1035, 1966
- La Maison sans clef de Earl Derr Biggers, Les Classiques du roman policier no 38, 1966

## Sources
- Claude Mesplède, Les Années "Série noire" : bibliographie critique d'une collection policière, vol. 3 : 1966-1972, Amiens, Editions Encrage, coll. « Travaux / 22 », 1994, 4 p. (ISBN 978-2-906389-53-3), p. 16.
- Claude Mesplède et Jean-Jacques Schleret, SN, voyage au bout de la Noire : inventaire de 732 auteurs et de leurs œuvres publiés en séries Noire et Blème : suivi d'une filmographie complète, Paris, Futuropolis, 1982 (OCLC 11972030), p. 259
- Claude Mesplède et Jean-Jacques Schleret, SN Voyage au bout de la Noire (additif mise à jour 1982-1985), Futuropolis p. 105, 1985